# Thalia (Coolvest)

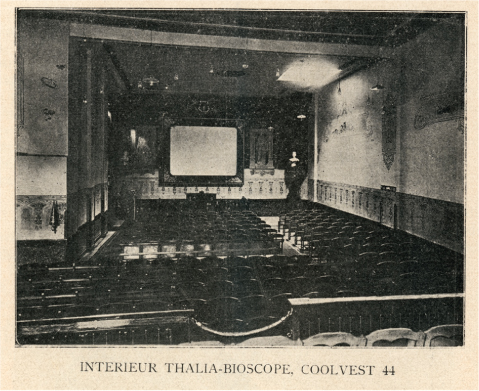
Interior of Thalia cinema (Coolvest, Rotterdam)

Thalia was een bioscoop die van 1 augustus 1911 tot 1 juli 1912 gevestigd was aan de Rotterdamse Coolvest.
Ondanks de kortdurende exploitatie is deze bioscoop van historisch belang omdat het de eerste filmexploitatie was van Abraham Icek Tuschinski, die later zou uitgroeien tot één van de meest toonaangevende bioscoopondernemers van het interbellum, maar voordat hij het Thalia opende nog een landverhuizershotel runde. Tuschinski wist dat toen hij een tot filmzaal om te bouwen afgedankt kerkje aan de Coolvest huurde, dat het pand samen met de hele Zandstraatbuurt waarin het stond binnen afzienbare tijd zou worden gesloopt. Binnen twee maanden nadat de oude Scala was gesloopt, opende Tuschinski een nieuw Scala aan de Hoogstraat.